# Mancera

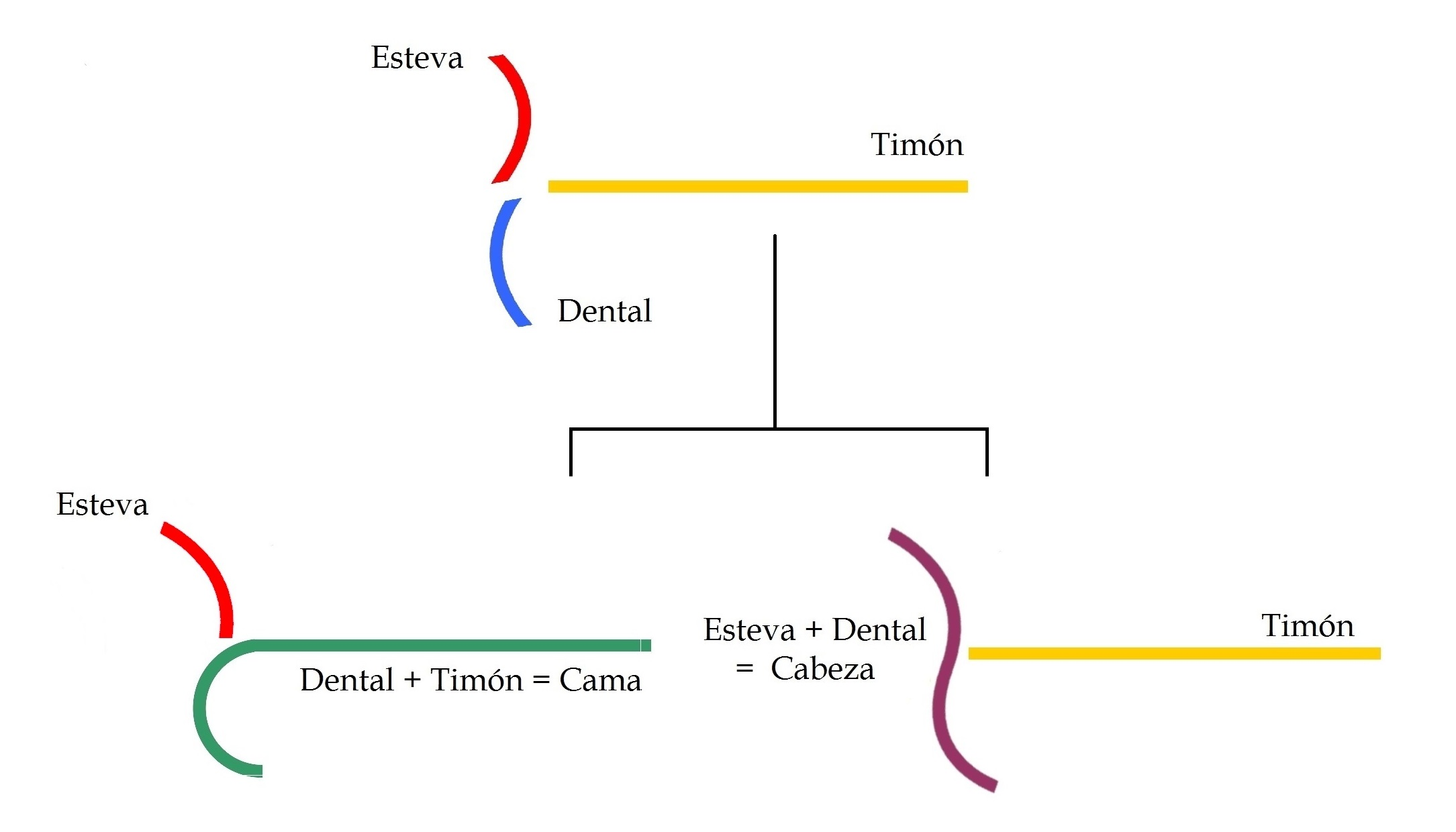
Elementos y composición del arado. Izquierda: grupo mediterráneo; derecha: grupo atlántico.

Una mancera, también conocida como esteva, es una pieza de madera colocada en la parte trasera del arado, sobre la cual lleva la mano la persona que ara sirviéndole de guía, para así dirigir la reja y apretarla contra la tierra. El timón del arado encaja directamente en la esteva. El delantal por debajo de la esteva también conecta con el timón de manera que refuerza la unión de la esteva con el timón. La connección de la esteva con el delantal es conocida como la cabeza del arado. En algunas regiones, se conoce la parte superior de la madera como la mancera propiamente dicha, mientras que a la mitad inferior en conexión con el timón y el delantal se la llama esteva. Algunos arados tienen una sola mancera por medio del cual el agricultor la toma de su mano izquierda mientras que con la mano derecha dirige su yunta.